# Marele Alb (film)
Marele Alb (titlu original: The Big White) este un film de comedie neagră din 2005 regizat de Mark Mylod. Rolurile principale au fost interpretate de actorii Robin Williams, Holly Hunter, Giovanni Ribisi, Woody Harrelson, Tim Blake Nelson, W. Earl Brown și  Alison Lohman. A avut premiera la 3 decembrie 2005 și este distribuit de Capitol Films. 

## Distribuție
- Robin Williams - Paul Barnell
- Holly Hunter - Margaret Barnell
- Giovanni Ribisi - Ted Waters
- Tim Blake Nelson - Gary
- W. Earl Brown - Jimbo
- Woody Harrelson - Raymond Barnell
- Alison Lohman - Tiffany
- Billy Merasty - Cam (ca William Merasty)
- Marina Stephenson Kerr - Avis
- Ralph Alderman - Mr. Branch
- Frank Adamson - Detective
- Andrea Shawcross - Hair Stylist
- Ryan Miranda - Korean-am Teenager
- Craig March - Howard
- Ty Wood - Paperboy

## Producție
Cheltuielile de producție s-au ridicat la 15 milioane $. Filmările au avut loc în Teritoriul Yukon, Canada.